# Roberto Ghiglianovich
Roberto Ghiglianovich (Zara, 17 luglio 1863 – Gorizia, 2 settembre 1930) è stato un politico e patriota italiano.

## Gli anni giovanili e della formazione
Nato da Giacomo, avvocato di grido e deputato autonomista alla Dieta provinciale della Dalmazia, e da Luisa Africh, crebbe nella Zara della seconda metà del XIX secolo, non ancora nel pieno della lotta nazionale fra italiani e croati per il predominio sulla regione. In seguito ricordò che i migliori amici della sua infanzia furono Pietro/Petar Klaić e Dušan Baljak, successivamente esponenti rispettivamente del Partito Nazionale croato e del partito serbo.
Nel 1880 si trasferì a Vienna iscrivendosi alla facoltà di giurisprudenza, e frequentò i corsi sia nella capitale dell'Impero Austroungarico che a Graz.
Fu proprio a Vienna che iniziò ad interessarsi della situazione politica della Dalmazia, frequentando i gruppi di studenti italiani provenienti dalle altre città della regione e dalle zone di lingua italiana dell'impero: determinante fu il casuale incontro con la delegazione del comune di Spalato (da poco passata dall'ultimo podestà italiano - Antonio Bajamonti - al primo podestà croato della sua storia) venuta a protestare da Luigi Lapenna - autonomista anch'egli e all'epoca Consigliere Aulico alla Suprema Corte di Giustizia - contro la croatizzazione del locale ginnasio-liceo.
Tornato a Zara nel 1884 dopo essersi laureato e aver assolto il periodo di tirocinio in Tribunale, trovò una situazione che in pochi anni era cambiata enormemente: la maggior parte dei comuni dalmati era oramai governata dal Partito Nazionale croato, il Partito Autonomista invece era caduto in una profonda crisi e di tutti i maggiori centri della regione governava oramai solo la città di Zara, col prudente podestà Niccolò Trigari.
Entrato nello studio paterno, in breve tempo si creò la fama di brillante penalista, ma sempre più si indirizzò verso la politica attiva.

## L'inizio dell'attività politica
Nel 1885 era tornato a Zara Luigi Lapenna, con l'idea di riorganizzare il Partito autonomista: il Ghiglianovich venne preso sotto la propria ala protettiva, e fatto segretario del comitato elettorale del partito assieme a Emanuele Fenzi di Sebenico e al già citato serbo-dalmata Dušan Baljak: a quel tempo infatti si era consumata una rottura del fronte jugoslavista in Dalmazia ed il partito serbo si era avvicinato agli autonomisti italiani. Ghiglianovich fu l'animatore di una frenetica campagna che lo portò a Pago, Dernis, Tenin, Spalato, Sebenico e Ragusa.
Le elezioni furono aspramente combattute e gli autonomisti denunciarono presunti brogli e violenze sui loro periodici "Il Dalmata" e "La Difesa": alla fine vinse il candidato del partito croato Manfredo de Borelli, ma il partito autonomista per la prima volta da anni si trovò unito, organizzato in tutta la Dalmazia e con una nuova dirigenza.

## L'irredentismo
Ghiglianovich fu il vero precursore dell'irredentismo italiano in Dalmazia, a seguito di una sua convinzione profonda maturata negli anni: era infatti convinto che si fossero saldate nella regione le volontà della maggioranza croata con i desiderata del governo centrale austriaco, che temeva le rivendicazioni territoriali italiane. Di conseguenza ritenne che il partito autonomista avesse esaurito il suo compito, essendo necessario rivolgere la propria attenzione al di là dell'Adriatico.
Fu così che Ghiglianovich iniziò a viaggiare per l'Italia per cercarvi aiuti e finanziamenti e per sensibilizzare i locali circoli politici e l'opinione pubblica sulla questione dell'asserita italianità della Dalmazia
Gli echi della sua attività furono molteplici e giunsero ad influenzare pesantemente l'atteggiamento italiano di fronte alla questione dell'interventismo nella Grande Guerra, nella preparazione del Patto di Londra e nell'atteggiamento della delegazione italiana alla conferenza di pace di Parigi.
Questa linea politica ebbe l'effetto di trasformare il partito autonomista in Dalmazia in un vero e proprio movimento irredentistico. Fiduciario della Società Dante Alighieri, promosse un ampio programma di valorizzazione della cultura italiana in Dalmazia, patrocinò l'istituzione a Zara dell'Associazione Pro Patria e ne tenne il discorso inaugurale, istituì la Lega Nazionale (sorta in seguito allo scioglimento forzato della "Pro Patria" ad opera della autorità austroungariche) della quale fu il primo presidente, portò a Zara la "Società Politica Dalmata" e con Luigi Ziliotto ed Ercolano Salvi l'Associazione Politica tra gli Studenti della Dalmazia che collegò con la Società degli Studenti Triestini, infine fondò la Rivista Dalmatica.
Decisa la successione al podesta Trigari, indirizzò alla carica l'amico Ziliotto e assieme a quest'ultimo, a Natale Krekich e a Salvi resse la dirigenza politica dalmata, riuscendo a farne un modello di affiatamento ed efficacia, tenuto anche conto dell'esiguità dell'elemento italiano in Dalmazia in quegli anni.

## La guerra
Dopo l'attentato di Sarajevo, Ghiglianovich - assieme ad altri dalmati irredentisti - riparò in Italia ed iniziò ad operare ancor più alacremente per spingere l'Italia ad intervenire nel conflitto contro l'Austria in funzione della "redenzione" dalla Dalmazia. In questo quadro, considerò il Patto di Londra come il massimo risultato ottenibile, pur sperando di riuscire ad inserire in seguito nelle pretese territoriali italiane altre città ed isole della regione, in modo particolare Spalato.
All'entrata nel conflitto dell'Italia, Ghiglianovich si arruolò nella Regia Marina, partecipando ad alcune azioni in mare pur senza mai cambiare il proprio nome: in caso fosse caduto prigioniero degli austroungarici, sarebbe quindi stato immediatamente impiccato per alto tradimento.
Alternò la partecipazione al conflitto ad un'intensissima attività di propaganda, impegnandosi in mille iniziative ed assumendo svariate cariche, tutte tendenti ad assicurare la Dalmazia all'Italia al termine del conflitto.
In questo periodo gli giunse notizia di esser stato processato e condannato a morte a Zara, e che la sua famiglia era sotto stretta sorveglianza.
Il 14 novembre 1918, tornò finalmente a Zara: le immagini del tempo mostrano una gran folla accorrere al molo per dargli il benvenuto. Nel suo primo discorso, Ghiglianovich affermò che "vinta la guerra l'Italia, ai Dalmati tocca ancora vincere la pace".

## Alla conferenza di pace
Ghiglianovich fece parte della delegazione italiana alla conferenza di pace di Parigi, come aggregato alla Sezione di Marina nella veste di esperto per la Dalmazia. In questo frangente utilizzò tutte le proprie energie, portandosi pure in Inghilterra e negli Stati Uniti, per cercare di sensibilizzare le comunità italiane locali ed i governi alleati.
Fu molto critico dell'impresa di Fiume, considerandola un danno per le sorti della Dalmazia, ed arrivò al Trattato di Rapallo logorato nel fisico e nel morale: la linea irredentistica era stata sconfitta, pur essendo stata assegnata la sua Zara al Regno d'Italia.

## Gli ultimi anni
Divenuto Consigliere alla Corte di cassazione di Roma, il 15 novembre 1920 Ghiglianovich venne nominato Senatore del Regno. Continuò a dedicare gran parte del suo tempo alla Dalmazia, nella speranza di aumentare i diritti degli zaratini, ma soprattutto delle altre comunità italiane della costa: secondo gli accordi italo-jugoslavi gli italiani della Dalmazia avevano potuto optare per la cittadinanza italiana pur non dovendo andarsene via dalla regione, e questo aveva creato una serie di problematiche.
Roberto Ghiglianovich si spense in seguito a lunga malattia a Gorizia, il 2 settembre 1930.